# Cheek to Cheek Tour
Cheek to Cheek Tour va ser la primera gira musical a duo dels cantants nord-americans Tony Bennett i Lady Gaga, realitzada amb l'objectiu de promocionar el seu primer àlbum d'estudi a duo, Cheek to Cheek (2014). La gira es va iniciar el 30 de desembre de 2014 amb un concert al Cosmopolitan de Las Vegas i va concloure l'1 d'agost de 2015 al John F. Kennedy Center de Washington, D. C. Bennett i Gaga van oferir concerts majoritàriament al seu país natal, visitant ciutats com Nova York, Atlanta i Houston; no obstant això, també van actuar a diversos països d'Europa, com Bèlgica, Dinamarca i Espanya. També van oferir un concert amb finalitats benèfiques al Regne Unit en presència del Príncep Enric de Gal·les. Els diners recaptats van ser donats a l'organització WellChild, destinada a ajudar a nens malalts de famílies amb pocs recursos.
La resposta de la crítica a la gira va ser favorable, amb ressenyes dels especialistes que lloaven la química entre Bennett i Gaga a l'escenari, així com el rendiment vocal de cadascun. Comercialment també va haver-hi alta demanda d'entrades, malgrat els elevats preus. D'acord amb el llistat de mig any publicat per Pollstar, al juliol de 2015, la gira havia recaptat 13.1 milions de dòlars nord-americans amb tretze concerts oferts i una assistència de gairebé 147 mil persones.

## Antecedents
Inicialment, no hi havia plans concrets per a una gira mundial de Cheek to Cheek. L'octubre de 2014, Bennett i Gaga van anunciar que farien una presentació el 31 de desembre al The Cosmopolitan, Las Vegas, Estats Units, per commemorar la celebració d'any nou. Totes les entrades per al concert es van esgotar gairebé a l'instant de posar-se a la venda. Després d'això, es van anunciar concerts a Los Ángeles, Concord i Nova York. Una situació similar es va viure al Regne Unit, on només s'hi havia planejat un concert a Londres, la recaptació del qual seria donada a WellChild, un petit esforç caritatiu destinat a ajudar a les famílies de baixos recursos amb nens malalts. Després de la resposta comercial, es va anunciar un segon concert amb el mateix objectiu. En vista que la resposta en el continent europeu també era favorable, es van afegir noves dates a Dinamarca i Itàlia.

## Recepció

### Rebuda comercial

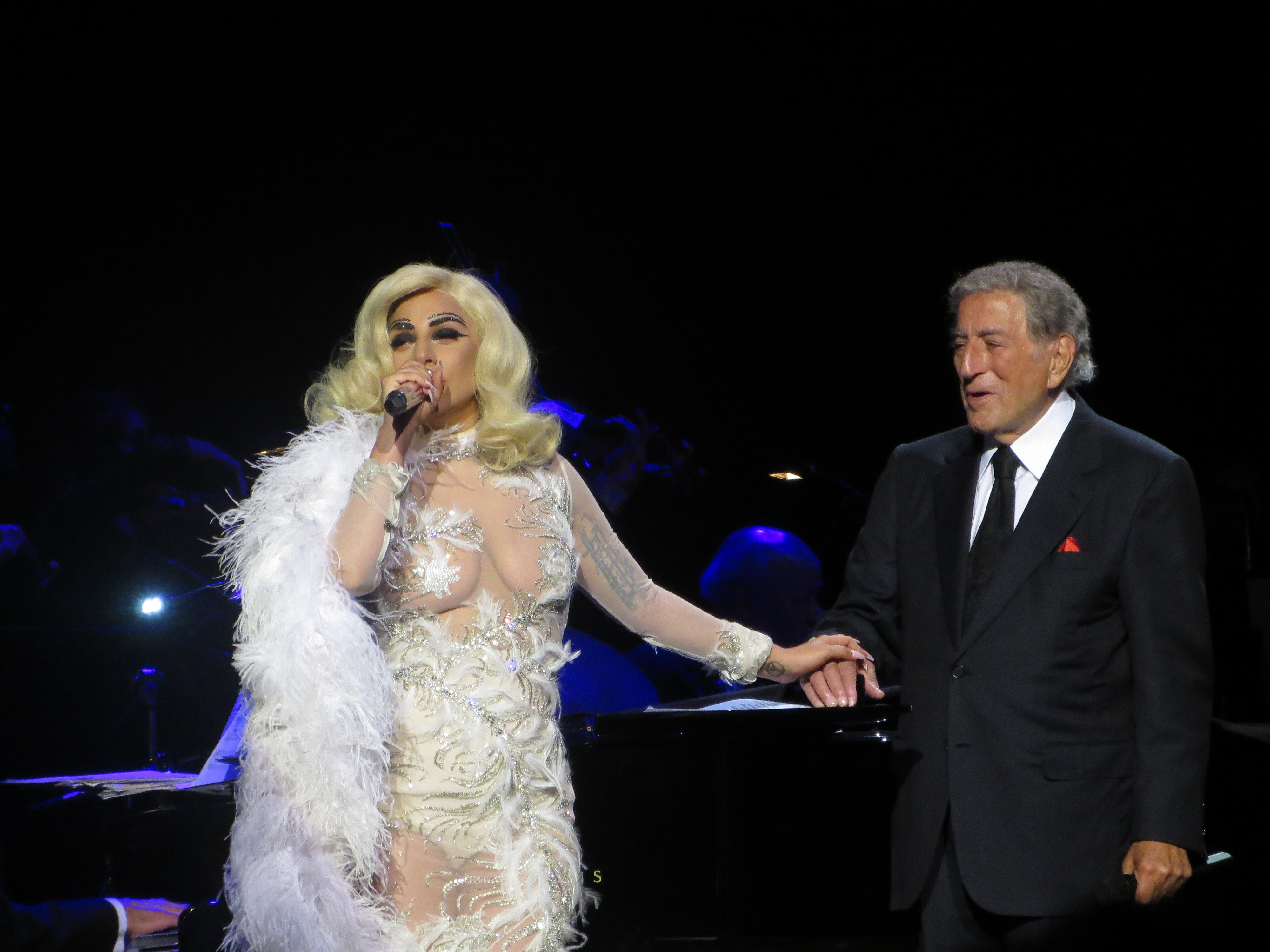
Bennett i Gaga cantant el 8 de juny de 2015 al Royal Albert Hall de Londres, Regne Unit.

Inicialment, la gira comptaba amb un nombre d'espectacles molt limitat. Tot i els elevats preus de les entrades, els concerts de Las Vegas, Nova York i Londres es van esgotar en qüestió de minuts, pel que van haver d'afegir noves dates, a més de recitals addicionals a Los Ángeles i Vancouver. Després d'analitzar el preu mitjà de les entrades a les diferents ciutats, la revista Forbes va escriure: «els aficionats tenen sort de tenir una entrada a les seves mans».

### Resposta crítica
L'espectacle va ser aclamat per part de la crítica. L'escriptor Marc Graser, de la revista Variety va aprovar les «dolces», «brillants» i «potents» interpretacions de Bennett i Gaga, tant individuals com a duo. Va afegir que si bé Gaga va destacar més individualment, a duo amb Bennett feien una «mescla perfecta» que demostrava la bona química en viu de tots dos. John Katsilometes de Las Vegas Sun també va lloar l'espectacle dient que els set canvis de roba de Gaga, ere visualment «enlluernadors», mentre que la veu de Bennett li donava un toc «dolç». Mike Weatherford de Las Vegas Review Journal li va donar una qualificació d'A (que en el sistema de qualificació nord-americà representa «excel·lent») i va assegurar que la química en viu de Bennett i Gaga era moltíssim millor que les seves simples veus a l'àlbum Cheek to Cheek. El crític, a més, va lloar l'emoció posada en les interpretacions solistes tant de Bennett com de Gaga. Cindi Reed de Vegas Seven va afirmar que tots dos cantants van crear «un nou clàssic» i li va atorgar a l'espectacle quatre punts sobre cinc. Va dir que la veu de Bennett era digna d'un recital clàssic, mentre que la de Gaga «havia brillat d'una manera com mai ho havia fet com a estrella pop».

## Llista de cançons
Acte I - Introducció
1. «Anything Goes»
2. «Cheek to Cheek»
3. «They All Laughed»
4. «The Good Life»
5. «The Lady's in Love with You»
6. «Nature Boy»

Acte II - Solos
1. «How Do You Keep the Music Playing?» (Bennett)
2. «Sing, You Sinners» (Bennett)
3. «Bang Bang (My Baby Shot Em Down)» (Gaga)
4. «Bewitched, Bothered and Bewildered» (Gaga)
5. «Firefly» (Gaga)
6. «Smile» (Bennett)
7. «When You're Smiling» (Bennett)
8. «Steppin' Out with My Baby» (Bennett)

Acte III - Tancament
1. «I Won't Dance»
2. «For Once in My Life»
3. «The Best Is Yet to Come»
4. «I Can't Give You Anything But Love»
5. «Lush Life» (Gaga)
6. «Sophisticated Lady» (Bennett)
7. «Watch What Happens»
8. «Let's Face the Music and Dance»
9. «Ev'ry Time We Say Goodbye» (Gaga)
10. «I Left My Heart in San Francisco» (Bennett)
11. «Who Cares?»
12. «But Beautiful»

Bisos
1. «The Lady Is a Tramp»
2. «It Don't Mean a Thing (If It Ain't Got That Swing)»

Font: Hit a Hit.

## Dates de la gira i recaptació
| Amèrica del Nord — Etapa I   |                   |               |                                  |                        |            |
| 30 de desembre de 2014       | Las Vegas         | Estats Units  | The Cosmopolitan                 | 4.200 / 4.200 (100 %)  | $813.675   |
| 31 de desembre de 2014       | Las Vegas         | Estats Units  | The Cosmopolitan                 | 4.200 / 4.200 (100 %)  | $813.675   |
| 8 de febrer de 2015          | Los Ángeles       | Estats Units  | Wiltern Theatre                  | —                      | —          |
| 10 d'abril de 2015           | Las Vegas         | Estats Units  | The AXIS                         | 7.942 / 8.654 (91 %)   | $1.057.009 |
| 11 d'abril de 2015           | Las Vegas         | Estats Units  | The AXIS                         | 7.942 / 8.654 (91 %)   | $1.057.009 |
| 23 d'abril de 2015           | Austin            | Estats Units  | Moody Theater                    | —                      | —          |
| 24 d'abril de 2015           | Houston           | Estats Units  | The Pavilion                     | —                      | —          |
| 26 d'abril de 2015           | Nova Orleans      | Estats Units  | New Orleans Jazz Festival        | —                      | —          |
| 25 de maig de 2015           | Vancouver         | Canadà        | Queen Elizabeth Theatre          | —                      | —          |
| 26 de maig de 2015           | Vancouver         | Canadà        | Queen Elizabeth Theatre          | —                      | —          |
| 28 de maig de 2015           | Concord           | Estats Units  | Concord Pavilion                 | —                      | —          |
| 30 de maig de 2015           | Los Ángeles       | Estats Units  | Hollywood Bowl                   | 33.357 / 34.534 (96 %) | $2.671.774 |
| 31 de maig de 2015           | Los Ángeles       | Estats Units  | Hollywood Bowl                   | 33.357 / 34.534 (96 %) | $2.671.774 |
| Europa — Etapa II            |                   |               |                                  |                        |            |
| 8 de juny de 2015            | Londres           | Regne Unit    | Royal Albert Hall                | —                      | —          |
| Amèrica del Nord — Etapa III |                   |               |                                  |                        |            |
| 13 de juny de 2015           | Illa Paradise     | Bahames       | Atlantis Paradise Island         | —                      | —          |
| 19 de juny de 2015           | Nova York         | Estats Units  | Radio City Music Hall            | —                      | —          |
| 20 de juny de 2015           | Nova York         | Estats Units  | Radio City Music Hall            | —                      | —          |
| 22 de juny de 2015           | Nova York         | Estats Units  | Radio City Music Hall            | —                      | —          |
| 23 de juny de 2015           | Nova York         | Estats Units  | Radio City Music Hall            | —                      | —          |
| 26 de juny de 2015           | Highland Park     | Estats Units  | Ravinia Park                     | —                      | —          |
| 27 de juny de 2015           | Highland Park     | Estats Units  | Ravinia Park                     | —                      | —          |
| 29 de juny de 2015           | Wallingford       | Estats Units  | Oakdale Theatre                  | —                      | —          |
| 30 de juny de 2015           | Lenox             | Estats Units  | Tanglewood                       | —                      | —          |
| Europa — Etapa IV            |                   |               |                                  |                        |            |
| 4 de juliol de 2015          | Montecarlo        | Mònaco        | Surt-li donis Etoiles            | —                      | —          |
| 6 de juliol de 2015          | Montreux          | Suïssa        | Stravinski Auditorium            | —                      | —          |
| 8 de juliol de 2015          | Copenhaguen       | Dinamarca     | Copenhagen Jazz Festival         | —                      | —          |
| 10 de juliol de 2015         | Rotterdam         | Països Baixos | Ahoy Rotterdam                   | —                      | —          |
| 12 de juliol de 2015         | Gant              | Bèlgica       | Gent Jazz Festival               | —                      | —          |
| 15 de juliol de 2015         | Perusa            | Itàlia        | Umbria Jazz Festival             | —                      | —          |
| 17 de juliol de 2015         | Palafrugell       | Espanya       | Cap Roig Festival                | —                      | —          |
| Amèrica del Nord — Etapa V   |                   |               |                                  |                        |            |
| 24 de juliol de 2015         | Atlantic City     | Estats Units  | The Borgata                      | —                      | —          |
| 25 de juliol de 2015         | Bethel            | Estats Units  | Bethel Woods Center for the Arts | —                      | —          |
| 27 de juliol de 2015         | Rochester         | Estats Units  | Meadow Brook Music Festival      | 6.738 / 6.738 (100 %)  | $594.810   |
| 29 de juliol de 2015         | Atlanta           | Estats Units  | Chastain Park                    | —                      | —          |
| 31 de juliol de 2015         | Washington, D. C. | Estats Units  | John F. Kennedy Center           | —                      | —          |
| 1 d'agost de 2015            | Washington, D. C. | Estats Units  | John F. Kennedy Center           | —                      | —          |
| Total                        | Total             | Total         | Total                            | 52.237 / 54.126 (97 %) | $5.137.268 |

### Concerts cancel·lats i/o reprogramats
| Data              | Ciutat, País | Lloc              | Motiu                                   |
| ----------------- | ------------ | ----------------- | --------------------------------------- |
| 9 de juny de 2015 | Londres      | Royal Albert Hall | Concert cancel·lat per grip de Bennett. |